# Reg Parnell
Reginald Harold Haslam Parnell (Derby, 1911. július 2. – Derby, 1964. január 7.) brit autóversenyző.

## Pályafutása
Már a második világháború előtt sikeres autóversenyző volt. A háború után folytatta a versenyzést, több versenyt is nyert a Maserati és az ERA alakulatával. 
Jelen volt a Formula–1-es világbajnokság első versenyén, 1950-ben a brit nagydíjon. Parnell az Alfa Romeo csapatával érkezett a viadalra. Az időmérő edzésen csapattársai Farina, Fagioli és Fangio mögött a negyedik helyet szerezte meg, majd a versenyen Fangio kiesésével egy helyet javított és a harmadik helyre jött föl. A következő években, különböző márkákkal még további öt világbajnoki futamon állt rajthoz.
Versenyző karrierje végeztével több alakulatnál szerepelt csapatfőnökként. 
Fia, Tim szintén autóversenyző volt, több Formula–1-es nagydíjon is szerepelt.

## Eredményei

### Teljes Formula–1-es eredménysorozata
(Táblázat értelmezése)

(Félkövér: pole-pozícióból indult; dőlt: leggyorsabb kört futott) 

| Év   | Csapat              | Modell               | Motor                 | 1     | 2   | 3   | 4     | 5      | 6      | 7      | 8   | 9   | Helyezés | Pont |
| ---- | ------------------- | -------------------- | --------------------- | ----- | --- | --- | ----- | ------ | ------ | ------ | --- | --- | -------- | ---- |
| 1950 | Alfa Romeo SpA      | Alfa Romeo 158       | Alfa Romeo Straight-8 | GBR 3 | MON | 500 | SUI   | BEL    |        |        |     |     | 9.       | 4    |
| 1950 | Scuderia Ambrosiana | Maserati 4CLT/48     | Maserati Straight-4   |       |     |     |       |        | FRA Ki | ITA    |     |     | 9.       | 4    |
| 1951 | G.A. Vandervell     | Ferrari 375 Thinwall | Ferrari V12           | SUI   | 500 | BEL | FRA 4 |        |        |        |     |     | 10.      | 5    |
| 1951 | BRM                 | BRM 15               | BRM V16               |       |     |     |       | GBR 5  | GER    | ITA Ni | ESP |     | 10.      | 5    |
| 1952 | A.H.M. Bryde        | Cooper T20           | Bristol Straight-6    | SUI   | 500 | BEL | FRA   | GBR 7  | GER    | NED    | ITA |     | -        | 0    |
| 1954 | Scuderia Ambrosiana | Ferrari 500/625      | Ferrari Straight-4    | ARG   | 500 | BEL | FRA   | GBR Ki | GER    | SUI    | ITA | ESP | -        | 0    |

### Le Mans-i 24 órás autóverseny
| Év   | Csapat                    | Autó                   | Csapattárs          | Helyezés        |
| ---- | ------------------------- | ---------------------- | ------------------- | --------------- |
| 1950 | Aston Martin Ltd.         | Aston Martin DB2       | Charles Brackenbury | 6.              |
| 1951 | Aston Martin Ltd.         | Aston Martin DB2       | David Hampshire     | 7.              |
| 1952 | Aston Martin Ltd.         | Aston Martin DB3 Coupe | Eric Thompson       | Kiesett         |
| 1953 | Aston Martin Ltd.         | Aston Martin DB3S      | Peter Collins       | Kiesett         |
| 1954 | David Brown               | Aston Martin DB3S SC   | Roy Salvadori       | Kiesett         |
| 1955 | Aston Martin Lagonda Ltd. | Lagonda DP166          | Dennis Poore        | Kiesett         |
| 1956 | Aston Martin Ltd.         | Aston Martin DBR1/250  | Tony Brooks         | Nem értékelhető |

## Külső hivatkozások
- Profilja a grandprix.com honlapon (angolul)
- Profilja a statsf1.com honlapon (angolul)

1. ↑  Discogs (angol nyelven). Discogs . (Hozzáférés: 2017. október 9.)